# Midjourney
Midjourney («Миджо́рни») — исследовательская компания и разрабатываемое ею одноимённое программное обеспечение искусственного интеллекта, создающее изображения по текстовым описаниям. Наряду с конкурентами на рынке генерации изображений для персонализированных медиа — приложениями DALL-E от OpenAI и Stable Diffusion — использует технологии диффузионных моделей..

## История
Одноимённая компания-разработчик основана в 2016 году одним из создателей технологии Leap Motion Дэвидом Хольцем. В феврале 2020 года поглощена британским производителем медицинского оборудования компанией Smith & Nephew.
В марте 2022 года был запущен Discord-сервер с просьбой размещать высококачественные изображения в Twitter и Reddit для обучения системы. В апреле 2022 года на том же сервере Discord была запущена рабочая версия 2 Midjourney.
С 12 июля 2022 года находится в стадии открытого для широкого круга пользователей бета-тестирования.
В августе 2022 года Хольц сообщил, что продукт уже приносит прибыль.
Новые версии выходят каждые несколько месяцев; 10 ноября 2022 года стала доступна пользователям альфа-итерация версии 4, 16 марта 2023 года компания объявила о запуске закрытого тестирования и скором выходе 5 версии, в мае и июне 2023 года вышли версии 5.1 и 5.2 соответственно. 21 декабря 2023 года стартовало альфа-тестирование шестой версии инструмента, отличительными особенностями которой стали более реалистичные изображения и генерация текста внутри картинки. Планируется выпуск веб-интерфейса.

## Функционал
Пользователи создают различные изображения, посылая команды боту в мессенджер Discord: вводят сообщение /imagine и после приглашения prompt вводят словесное описание желаемого изображения; после чего пользователю предлагается выбрать лучшее из четырёх сгенерированных программой изображений и получить изображение в высоком графическом разрешении.
Midjourney также предлагает множество других команд для отправки боту Discord. Например, команда /blend позволяет смешать два изображения для генерации нового, /describe записывает четыре варианта подсказок на основе загруженного изображения, а /shorten предлагает сделать длинную подсказку короче.

## Использование

### Подписка
По состоянию на январь 2024 года Midjourney имеет четыре уровня подписки стоимостью от 10 до 120 долларов в месяц.
В марте 2023 года Midjourney закрыла ранее предоставлявшийся бесплатный пробный допуск к программе из-за «чрезвычайного спроса и злоупотреблений пробными версиями». Причиной стало создание большого количества дипфейков с участием знаменитых личностей.

### Модерация и цензура
Механизм модерации Midjourney включает в себя список запрещенных слов и выражений, которые «по своей сути неуважительны, агрессивны или иным образом оскорбительны». Весной 2023 года в целях борьбы с политической сатирой в Китае компания запретила использование в запросе имени «Си Цзиньпин», из-за чего подверглась критике.
В мае 2023 года Midjourney внедрила двухэтапную модерацию на базе искусственного интеллекта. Новый механизм способен понимать слова в контексте, а не просто блокировать запрещённые выражения, как это делалось раньше. Сначала выполняется быстрое сканирование запроса, и если обнаруживается нарушение, то пользователь получает предупреждение, на которое он может отправить возражение. Затем возражение рассматривается более мощной системой искусственного интеллекта.

### Авторские права
Условия использования Midjourney включают DMCA и политику удаления, которая позволяет пользователям отправлять запрос на удаление материалов сервиса при нарушении авторских прав.
В январе 2023 года художницы Сара Андерсен, Келли МакКернан и Карла Ортис подали иск о нарушении авторских прав против Midjourney, Stability AI и DeviantArt. По их утверждению, генераторы искусственного интеллекта обучались на миллиардах изображений, защищенных авторским правом.

### Примеры использования

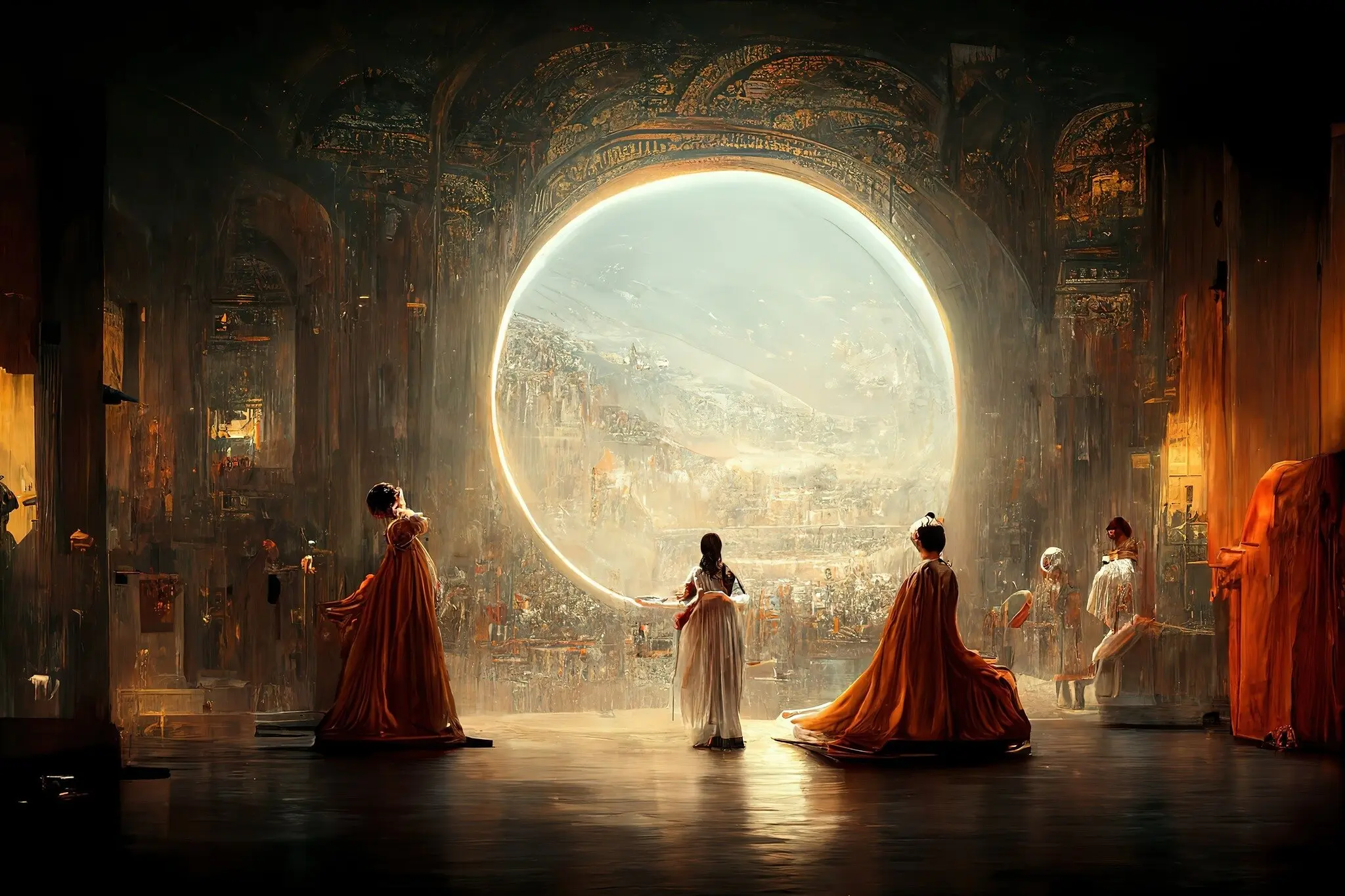
«Théâtre d'Opéra Spatial» – изображение Midjourney, занявшее первое место на конкурсе цифрового искусства

Британский журнал The Economist использовал Midjourney для создания обложки номера за июнь 2022 года. В августе 2022 года итальянская газета Corriere della Sera опубликовала комикс писателя Ванни Сантони, созданный при помощи Midjourney. В том же месяце журналист Чарли Варзель использовал Midjourney для создания двух изображений радиоведущего Алекса Джонса для информационного бюллетеня в журнале The Atlantic. А в одном из выпусков передачи Джона Оливера «Last Week Tonight with John Oliver» был показан 10-минутный ролик о Midjourney. Также в августе на ярмарке штата Колорадо в конкурсе цифрового искусства первое место заняла работа Джейсона Аллена «Théâtre d'Opéra Spatial», представляющая собой созданное Midjourney изображение, напечатанное на холсте.
В декабре 2022 года менеджер по дизайну американской компании «Brex» Аммаар Риши при помощи искусственного интеллекта создал детскую книгу «Alice and Sparkle». Он использовал Midjourney для создания иллюстраций и ChatGPT для написания текста, потратив с момента возникновения идеи до публикации книги на Amazon Kindle Direct Publishing 72 часа.

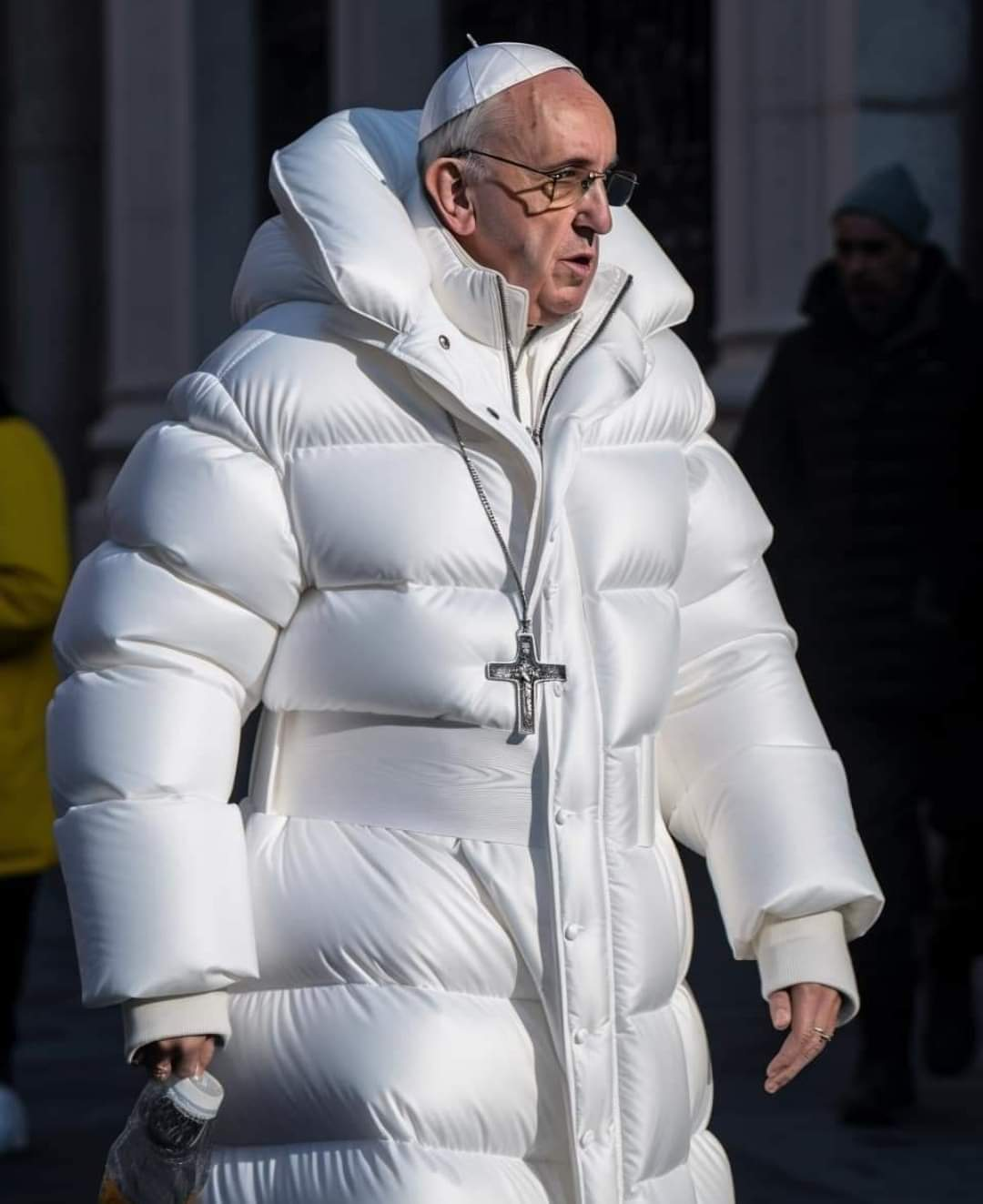
Вирусное изображение папы римского Франциска в пуховике, созданное Midjourney

Весной 2023 года в сети завирусились сгенерированные Midjourney реалистичные изображения папы римского Франциска в белом пуховике, вымышленного ареста Дональда Трампа и мифического взрыва в Пентагоне.